# Sultan ben Salmane Al Saoud
Sultan ben Salmane ben Abdelaziz Al Saoud (en arabe : سلطان بن سلمان بن عبد العزيز آل سعود), né le 27 juin 1956, est membre de la famille royale saoudienne, fils du roi Salmane et petit-fils d'Abdelaziz, fondateur du royaume d'Arabie saoudite. Il est le premier astronaute saoudien, arabe, musulman ou membre d'une famille royale à aller dans l'espace.

## Biographie

### Formation
Le prince Sultan est le second fils du roi Salmane et de sa première épouse, Sultana bint Tourki al-Soudayri.
Titulaire d'un master en sciences politiques et sociales à l'université de Syracuse (États-Unis) et d'un brevet de pilote, qualifié sur plusieurs types d'avions civils et militaires, il est colonel en retraite de l'armée de l'air saoudienne, et passionné de vol à voile.

### Sélection, entraînement et vol spatial
En 1976, l'organisation arabe des satellites de télécommunications (Arabsat) est créée et lance en 1985 Arabsat-1A, avec une fusée française. Pour le lancement du second satellite au cours de la même année mais cette fois-ci par la Nasa, les pays membres de la Ligue arabe ont dû choisir l'État qui enverrai un astronaute pour accompagner l’expédition de la navette spatiale Discovery. C’est l’Arabie saoudite qui a finalement été désignée.
Le candidat se devait d'être expérimenté, apte physiquement et parler couramment l’anglais. Le choix s’est porté sur le prince Sultan, qui avait cumulé 1 000 heures de vol et passé d’importants examens médicaux à Riyad et aux États-Unis. Afin de prendre part à la mission spatiale, le prince Sultan a dû suivre une préparation physique intensive, avec cent quatorze heures d’entraînement dans des simulateurs de vols ainsi que des vols zéro-G, afin de s’adapter à la vie quotidienne dans une navette spatiale. La durée de son entraînement a été réduite à dix semaines contre dix mois habituellement à la suite d'un changement de date.
La majorité de l’entraînement s’est effectuée dans les bases de la Nasa, en Floride et à Houston, mais s’est aussi tenu pendant deux semaines en Arabie saoudite. L'équipage de la mission STS 51-G était composé de 5 Américains : le commandant de la mission Daniel Brandenstein et le pilote John Creighton ; ainsi que 3 spécialistes de la mission, John Fabian, Steven Nagel et Shannon Lucid ; mais aussi d'un Français : Patrick Baudry, un spécialiste de charge utile.
Cet équipage constituait le groupe le plus international du programme des navettes.

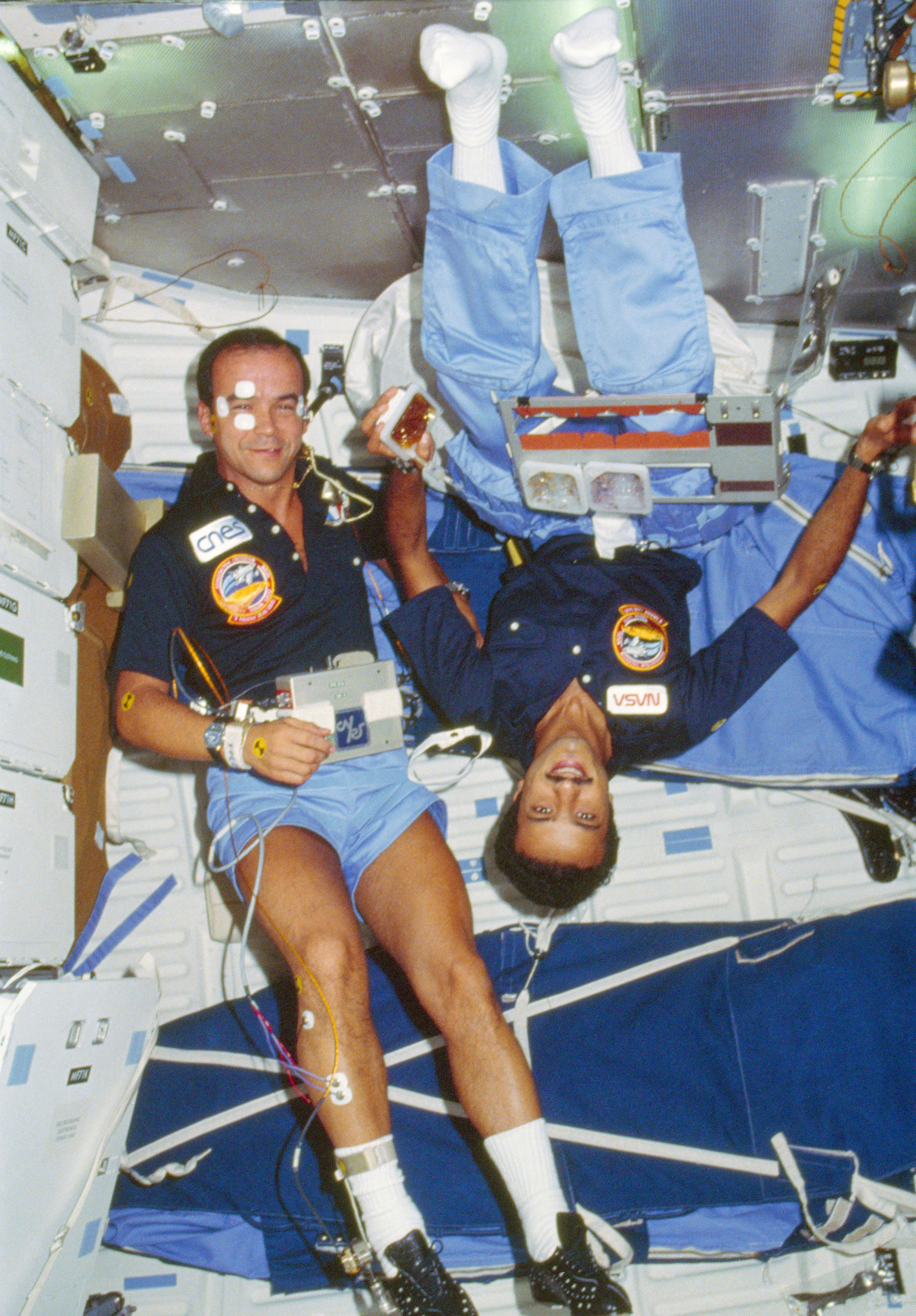
Les astronautes Patrick Baudry et Sultan Salman Abdelazize Al-Saud en orbite dans la navette Discovery

Le 17 juin 1985, lors de la mission Discovery STS-51-G, le prince réalise l'unique vol de sa carrière en tant que spécialiste de charges utiles. Le décollage de STS-51G s’est déroulé sous les applaudissements de 230 invités arabes de la Nasa dont 29 princes saoudiens, dont 4 frères du prince Sultan, l'ambassadeur saoudien auprès des États-Unis et le directeur général d’Arabsat. En tant que spécialiste de charge utile, la mission principale du prince Sultan consiste à superviser le lancement d’Arabsat-1B, depuis la soute de Discovery le 18 juin. Mais le prince réalise d'autres expériences scientifiques en collaboration avec des universités saoudiennes. Il profite également de la mission pour photographier le désert saoudien et ainsi permettre la création d'un programme d'exploration des eaux souterraines.

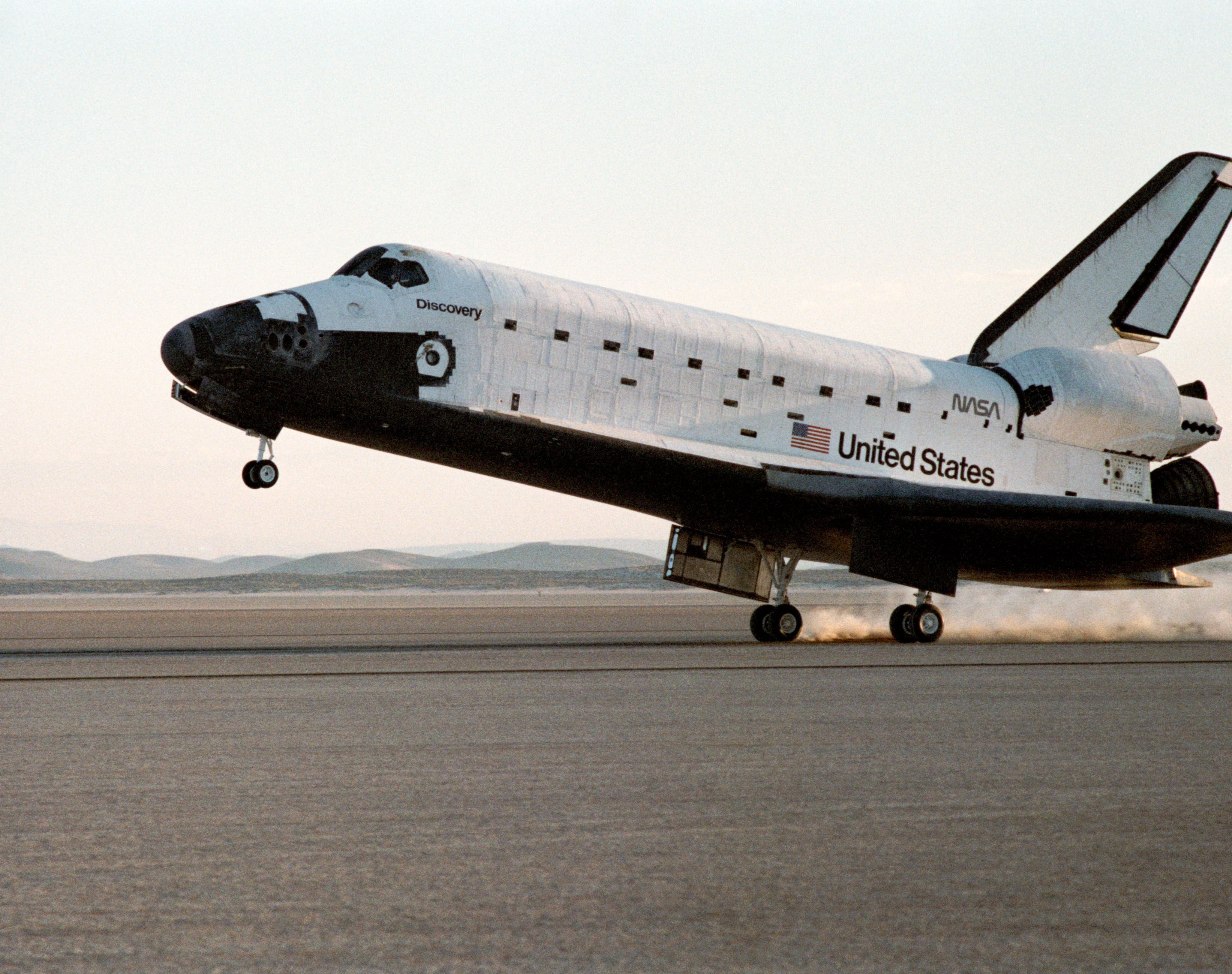
Atterrissage de la navette Discovery le 24 juin 1985

Après être passée au-dessus de l’océan Pacifique, Discovery touche la piste 23 de l'Edwards Air Force Base à 6 h 11 du matin.
L’arrivée du prince et de son équipe à l’aéroport de Taëf, en Arabie saoudite, a suscité de grandes scènes de liesse et d’admiration. Une foule de Saoudiens s’est rassemblée pour l’accueillir sous une pluie de pétales de roses et sa famille l’attendait, et notamment le roi Fahd.
Le prince Sultan a reçu de nombreuses distinctions. Il a été nommé commandant au sein de la Force aérienne saoudienne et est également devenu, en raison de la réussite de sa mission spatiale, un ambassadeur non officiel du pays.

### Fonctions officielles

Rencontre entre les administrateurs de la NASA et de l'Agence saoudienne de l'espace.

Depuis 2009, il exerce la fonction de président du conseil de la Commission pour le tourisme et le patrimoine, avec rang de ministre. Le 27 décembre 2018, il est nommé président de l'Agence saoudienne de l'espace, nouvellement créée, également avec le rang de ministre. Le prince Sultan encourage la formation d'un réseau varié de partenariats au niveau international, tant avec des agences spatiales, des entreprises privées, des universités et des centres de recherche d'autres pays. En même temps, il espère attirer les investissements des grandes entreprises et des PME saoudiennes pour qu'elles entrent sur le marché spatial mondial, seules ou en coopération.
Le prince Sultan souhaite également attirer et former de jeunes saoudiens dans le domaine des études scientifiques et technologiques, dans le but ultime de former de nouveaux astronautes pour lui succéder dans l'accès à l'orbite terrestre et au-delà.